# Ubisoft
Ubisoft Entertainment är en spelutvecklare och speldistributör med huvudkontor i Montreuil, Frankrike. Företaget grundades år 1986. Nuvarande VD heter Yves Guillemot. I Ubisofts spelkatalog märks spelserier som Assassin's Creed, Myst, Brothers in Arms, Prince of Persia, Rayman, Splinter Cell och Just Dance. Far Cry är dessutom distribuerat av Ubisoft, och skapat av Ubisoft Montreal Första spelet i serien är dock skapat av spelutvecklaren Crytek.  
Den svenska speltillverkaren Massive Entertainment ingår sedan 2008 i Ubisoft och har ett stort samarbete med MasangSoft Company.

## Historik
Företaget grundades 1986 av de fem bröderna i familjen Guillemot i franska Bretagne. Yves Guillemot fick tidigt igenom överenskommelser med Electronic Arts, Sierra On-Line och Microprose om att distribuera deras spel i Frankrike. I slutet av årtiondet började Ubisoft expandera till andra marknader såsom USA, England och Tyskland.
I början av 1990-talet började Ubisoft att utveckla egna spel vilket ledde till att de öppnade en egen utvecklingsstudio i Montreuil, Frankrike, som sedan kom att bli företagets huvudkontor. 1996 blev Ubisoft ett publikt bolag och expanderade ytterligare genom att öppna studior i Shanghai och Montréal.
I slutet av 90-talet och början av 00-talet engagerade sig Ubisoft i onlinespel genom att ställa sig bakom Uru: Ages Beyond Myst, The Matrix Online och EverQuest. Företaget etablerade ubi.com som sin division för onlinespel. Dock tog Ubisoft bort online-elementet av Uru och backade ur avtalet angående The Matrix Online i februari 2004. Fast en vecka senare offentliggjorde företaget att de hade köpt upp Wolfpack Studios, utvecklare av Shadowbane.
År 2000 köpte Ubisoft upp datorspelsutvecklarföretaget Red Storm Entertainment, och kom med detta uppköpet åt bland annat Tom Clancy's-franchisen.
I december 2004 köpte det rivaliserande företaget Electronic Arts upp 19,9 procent av företagets aktier, en handling som Ubisoft ansåg vara fientlig.
I mars 2005 köpte Ubisoft en del av MC2-Microïds (Microïds Canada) och införlivade det i Ubisoft Montreal.
I juli 2006 köpte Ubisoft rättigheterna till Driver-spelen från Atari för 19 miljoner euro och fick rättigheterna till varumärket, teknologin och huvuddelen av tillgångarna. Dessutom blev, även om Ubisoft inte köpte upp studion, de anställda på Driver-utvecklaren, Reflections Interactive, anställda på Ubisoft. Som ett resultat av detta döptes studion om till Ubisoft Reflections.
Den 11 april 2007 gick Ubisoft ut med att de hade köpt upp den tyska utvecklaren Sunflowers,
 följt av uppköpet av den japanska utvecklaren Digital Kids i november samma år.

Den 10 november 2008 köpte Ubisoft upp den svenska spelutvecklaren Massive Entertainment, som tidigare ägdes av Sierra Entertainment, men såldes då företaget upphörde i samband med skapandet av Activision Blizzard.

## Utvecklingsstudior

### Ubisoft Montreal
Utvecklar bland annat Assassins Creed-serien, Prince of Persia-serien och Tom Clancy-serien. Har även utvecklat Watch Dogs, Watch Dogs 2 och Myst IV: Revelation.

### Ubisoft Toronto
Den 6 juli 2009 meddelade Ubisoft att man skulle investera 500 miljoner kanadensiska dollar i att öppna en studio i Toronto. Studion påstås kunna bidra med 800 jobb och öppnades i slutet av 2009. Studion utvecklade också Watch Dogs Legion.

### Ubisoft Vancouver
Februari 2009 köpte Ubisoft den Vancouverbaserade utvecklingsstudion Action Pants Inc. Studion ligger bakom titlar som Academy of Champions till Wii, Pure Futball och MotionSports Adrenaline. Den 17 januari bekräftades det att beslut tagits om att lägga ned verksamheten.

### Ubisoft Romania
Ubisofts rumänska studio grundades 1992 och var Ubisofts första studio utanför Frankrike. Den Bukarest-baserade studion har bland annat utvecklat Blazing Angels, Silent Hunter och Tom Clancy's H.A.W.X. Studion har över 400 anställda.

### Ubisoft Singapore
Ubisofts 18:e studio öppnades i augusti 2008 i Singapore. Vid öppnandet tog Ubisoft upp Singapores regerings intresse och stöd för datorspelsindustrin, samman med andra faktorer såsom Singapores utmärkta universitet som skäl för att öppna en studio där. Ubisoft Singapore fokuserar på att utveckla sina egna titlar istället för Ubisofts större serier.

### Ubisoft India
Ubisoft har offentliggjort planer på att expandera i Indien efter att under många år ha ignorerat marknaden där. Förlaget har köpt utvecklaren Gameloft som kommer att fokusera på att porta Ubisofts spel till portabla spelmedier.

### Ubisoft Shanghai
2009 offentliggjorde Ubisoft att deras nystartade studio i Shanghai skulle utveckla den kommande titeln I Am Alive, istället för det väntade Darkworks.

### Ubisoft Paris
Har gjort spel som Rayman Raving Rabbids 2, Red Steel och XIII, Red Steel 2 och Just Dance.

### Ubisoft Montpellier
Studion ligger i Montpellier, Frankrike och är arbetsplats för bland andra Michel Ancel, skaparen av bland annat Rayman. För närvarande arbetar de med Rayman Origins, Beyond Good & Evil 2 och Tintin: Secret of the Unicorn.
Spel som har utvecklats av studion:
- Rayman (1995)
- Rayman 2: The Great Escape (1999)
- Rayman M (2001)
- Beyond Good & Evil (2003)
- Peter Jackson's King Kong (2005)
- Rayman Raving Rabbids (2006)
- Rabbids Go Home (2009)
- Tintin: Secret of the Unicorn (2011) [14]
- Rayman Origins (2011)
- Rayman Legends (2013)
- Beyond Good & Evil 2 (ej offentliggjort)

### Ubisoft Ukraine
Mana portade Blazing Angels 2 och Tom Clancy's H.A.W.X till PC och arbetar för tillfället med ett hemligt projekt[när?].

### Ubisoft Stockholm
Studion ligger i centrala Stockholm och jobbar 2022 på en ny teknologi, "Ubisoft Scalar", för spelutveckling samt ett hemligt projekt.

### Fristående utvecklingsstudior
- Massive Entertainment (uppköpt 2008)
- Wolfpack Studios
- Ubisoft Reflections (tidigare Reflections)
- Microïds
- Related Designs Software
- Sunflowers Interactive
- Entertainment Software
- Sinister Games
- Red Storm Entertainment
- Blue Byte Software
- Eugen Systems